# Cyathocline purpurea
Cyathocline purpurea là một loài thực vật có hoa trong họ Cúc. Loài này được (Buch.-Ham. ex D.Don) Kuntze mô tả khoa học đầu tiên năm 1891.